# Ханс Хеттофт (лайнер)
Судно «Ханс Хеттофт» — датский лайнер, столкнувшийся с айсбергом и затонувший 30 января 1959 года у западного побережья Гренландии. После кораблекрушения был найден только спасательный круг.

## Описание судна
Длина судна составляла 82,65 метра, ширина 14,17 м, осадка 6,43 м. Объём составлял 2875 регистровых тонн, тоннаж (грузовой объём) составлял 1368 тонн.
Лайнер был построен на верфи Фредериксхавна (северная Дания). Судно было заложено 13 августа 1958 года под номером 226, постройка судна была закончена 17 декабря. «Ханс Хеттофт» был оснащён двойным днищем, несколькими водонепроницаемыми переборками, нос и корма его были бронированы. Его назначением было обеспечение круглогодичного сообщения между Данией и Гренландией. Однако корпус судна был клёпаным (подобно корпусу «Титаника»), что вызвало критику владельца судна Кнута Лоритсена, который заявил, что клёпаный корпус не сможет выдержать такого давления льда, какое выдерживает сварной корпус. Лайнер «Ханс Хеттофт» имел буквенный код OXKA и был назван в честь бывшего премьер-министра Дании.
Подобно «Титанику» «Ханс Хеттофт» был назван самым безопасным кораблём из находящихся на плаву, некоторые называли его «непотопляемым».
По приказу министерства обороны Дании «Ханс Хеттофт» был оснащён тремя 40-мм зенитными орудиями. Корабль разрабатывался без учёта вооружения, и для размещения орудий корпус пришлось усилить в трёх местах. В носу корабля было устроено помещение для боезапаса. Министерство обороны предоставило орудия безвозмездно. Орудия были установлены в ходе испытаний судна, но ко времени гибели судна они были демонтированы. Согласно приказу после обратного прибытия судна в Копенгаген орудия должны были быть немедленно убраны с борта лайнера. Было объявлено, что вооружение «Ханса Хеттофта» было произведено без одобрения со стороны парламента.

## Первые рейсы и гибель
7 января 1959 года «Ханс Хеттофт» вышел из Копенгагена в свой первый рейс до города Какорток (бывший Юлианехоб, Гренландия). Рейс был сделан в рекордно короткое время. После прибытия судно совершило рейсы в Нуук, Сисимиут и Маниитсок, затем вернулось в Какорток.
29 января «Ханс Хеттофт» продолжил свой первый и последний рейс, выйдя из Какорток. На борту судна находились 40 человек экипажа и 55 пассажиров, груз из замороженной рыбы. Одним из пассажиров был первый гренландский член фолькетинга (парламента Дании) Ауго Люнге. На следующий день после выхода в море лайнер наскочил на айсберг в 56 км южнее мыса Фарвель (южная оконечность Гренландии). В 13:56 по местному времени экипаж судна подал сигнал бедствия. В сообщении говорилось, что лайнер столкнулся с айсбергом в точке с координатами 59°30′00″ с. ш. 43°00′00″ з. д.. На сигнал бедствия ответили корабль Береговой охраны США «Кэмпбелл», западногерманский траулер «Йоханнес Крюс» (Johannes Krüss) (порт приписки — Бремерхафен) и ещё один западногерманский траулер. В течение часа было получено другое сообщение о том, что машинное отделение затоплено. В 15:12 пришло сообщение о том, что судно тонет. Последнее сообщение было получено в 17:41, в нём говорилось, что судно медленно тонет, и содержалась просьба оказать помощь немедленно. Авиация на полуострове Ньюфаундленд не могла взлететь и помочь в поисках «Ханса Хеттофта» ввиду погодных условий. После потери связи с «Хансом Хеттофтом» радист траулера «Йоханнес Крюс» в 17:41 уловил сигнал SOS. 31 января корабль «Кэмпбелл» доложил, что видимость ухудшается, не были замечены никакие признаки присутствия «Ханса Хеттофта», его экипажей и пассажиров. 7 февраля поиски были прекращены. Тайна гибели судна так и не раскрыта.

## Послесловие
Спустя девять месяцев после гибели лайнера на берегу моря нашли выброшенный волной спасательный круг.
На борту погибшего судна находились приходские метрические книги из приходов Гренландии, которые были отправлены для передачи в архивы Дании. Всё это было безвозвратно утрачено, что стало большой потерей для гренландской генеалогии .
В результате катастрофы был вновь открыт аэродром близ Нарсарсуака, закрытый в ноябре 1958 года.
Был открыт фонд сбора пожертвований для родственников погибших, за два месяца в десяти странах было собрано около 40 тысяч датских крон. Сумма компенсаций для родственников составила 1184936 датских крон.
30 января 2005 года королева Дании Маргрете открыла памятник на североатлантической пристани Копенгагена в память о 95 погибших на борту «Ханса Хеттофта».